# Пересип (Севастополь)
Пересип (крим. Peresıp), також Вокзали — район та історична місцевість у складі Нахімівського району міста Севастополь.
Район знаходиться у верхів'ях Південної бухти. На Пересипу знаходиться залізничний вокзал та автовокзал, а також Храм святителя Феодосія Чернігівського.
Основні магістралі: Вокзальна вулиця, Портова вулиця.

## Історія
Коли було засновано Севастополь, сполучення між центральною частиною Севастополя та Корабельною стороною здійснювалося по насипу (греблі). Насип відрізав кінець Південної бухти і на південь утворилися болота та озера із заболоченими берегами, порослими очеретом і очеретом. Як стверджує М. Закревський, «у тридцяті роки ХІХ століття тут водилося багато риби… налітали у багатьох дикі качки…».
Утворення Пересипу пов'язані з епохою бурхливого будівництва Севастополя і з ім'ям відомого флотоводця і мореплавця М. П. Лазарєва. У 1834 році він призначається військовим губернатором міста Севастополь та будує нове адміралтейство з підприємствами судноремонту та суднобудування на берегах Корабельної бухти та на східному березі Південної.
У 1835 почалися земляні роботи, що змінили рельєф цієї місцевості. Зняли частину пагорба на східному березі Південної бухти (на рівній площадці виросли величезні казарми), вирубали великі докові басейни на вершині Корабельної бухти. Вийнятим ґрунтом засипали болота та солоні озера у верхів'ях Південної бухти. До 1849 (до кінця будівництва адміралтейства) озера і болота були засипані до рівня греблі — так утворився Пересип.